# Regeringen Cameron II
Regeringen Cameron II var Storbritanniens regering från den 8 maj 2015, bildad efter parlamentsvalet 2015. Den bestod av representanter från Konservativa partiet och dess partiledare David Cameron var Storbritanniens premiärminister.
Cameron ledde Regeringen Cameron I mellan 2010 och 2015 som var en koalitionsregering och bestod av representanter från Konservativa partiet och Liberaldemokraterna. Dessa partier bildade i ett hängt parlament efter parlamentsvalet 2010 Storbritanniens första koalitionsregering sedan andra världskriget. I parlamentsvalet 2015 erhöll Konservativa partiet egen majoritet i det brittiska underhuset och därmed kunde Cameron bilda en ny regering bestående av enbart representanter från sitt eget parti. Regeringen Cameron II var därför en majoritetsregering.
Regeringen Cameron II avgick den 13 juli 2016 i efterspelet av Brexit och ersattes av Regeringen May I.

## Ministrar
Fullvärdiga medlemmar av kabinettet:
| Titel                                                                     | Namn | Namn                          | Tillträdde       | Avgick       | Parti        |
| ------------------------------------------------------------------------- | ---- | ----------------------------- | ---------------- | ------------ | ------------ |
| Premiärminister Förste skattkammarlord Minister for offentlig förvaltning |      | David Cameron                 | 11 maj 2010      | 13 juli 2016 | Konservativa |
| Finansminister Andre skattkammarlord Förste statssekreterare              |      | George Osborne                | 11 maj 2010      | 13 juli 2016 | Konservativa |
| Utrikesminister                                                           |      | Philip Hammond                | 15 juli 2014     | 13 juli 2016 | Konservativa |
| Inrikesminister                                                           |      | Theresa May                   | 11 maj 2010      | 13 juli 2016 | Konservativa |
| Justitieminister Lordkansler                                              |      | Michael Gove                  | 9 maj 2015       | 13 juli 2016 | Konservativa |
| Försvarsminister                                                          |      | Michael Fallon                | 15 juli 2014     | 13 juli 2016 | Konservativa |
| Näringsminister                                                           |      | Sajid Javid                   | 11 maj 2015      | 13 juli 2016 | Konservativa |
| Arbets- och pensionsminister                                              |      | Iain Duncan Smith             | 12 maj 2010      | 18 mars 2016 | Konservativa |
| Arbets- och pensionsminister                                              |      | Stephen Crabb                 | 19 mars 2016     | 13 juli 2016 | Konservativa |
| Hälsominister                                                             |      | Jeremy Hunt                   | 4 september 2012 | 13 juli 2016 | Konservativa |
| Samhälls- och kommunminister                                              |      | Greg Clark                    | 11 maj 2015      | 13 juli 2016 | Konservativa |
| Utbildningsminister Kvinno- och jämställdhetsminister                     |      | Nicky Morgan                  | 15 juli 2014     | 13 juli 2016 | Konservativa |
| Minister för internationell utveckling                                    |      | Justine Greening              | 4 september 2012 | 13 juli 2016 | Konservativa |
| Energi- och klimatminister                                                |      | Amber Rudd                    | 11 maj 2015      | 13 juli 2016 | Konservativa |
| Transportminister                                                         |      | Patrick McLoughlin            | 4 september 2012 | 13 juli 2016 | Konservativa |
| Minister för Skottland                                                    |      | David Mundell                 | 11 maj 2015      | 13 juli 2016 | Konservativa |
| Minister för Nordirland                                                   |      | Theresa Villiers              | 4 september 2012 | 13 juli 2016 | Konservativa |
| Minister för Wales                                                        |      | Stephen Crabb                 | 15 juli 2014     | 19 mars 2016 | Konservativa |
| Minister för Wales                                                        |      | Alun Cairns                   | 19 mars 2016     | 13 juli 2016 | Konservativa |
| Minister för kultur, media och idrott                                     |      | John Whittingdale             | 11 maj 2015      | 13 juli 2016 | Konservativa |
| Miljö-, livsmedels- och landsbygdsminister                                |      | Liz Truss                     | 15 juli 2014     | 13 juli 2016 | Konservativa |
| Underhusledare Kronrådspresident                                          |      | Chris Grayling                | 9 maj 2015       | 13 juli 2016 | Konservativa |
| Överhusledare Lordsigillbevarare                                          |      | Baronessan Stowell of Beeston | 15 juli 2014     | 13 juli 2016 | Konservativa |
| Kansler för hertigdömet Lancaster                                         |      | Oliver Letwin                 | 14 juli 2014     | 13 juli 2016 | Konservativa |

Nedanstående ministrar närvarar vid kabinettets sammanträden men anses inte vara fullvärdiga medlemmar.
| Titel                                       | Namn | Namn                           | Tillträdde     | Avgick       | Parti        |
| ------------------------------------------- | ---- | ------------------------------ | -------------- | ------------ | ------------ |
| Chefssekreterare i finansministeriet        |      | Greg Hands                     | 11 maj 2015    | 13 juli 2016 | Konservativa |
| Chefsinpiskare i underhuset                 |      | Mark Harper                    | 9 maj 2015     | 13 juli 2016 | Konservativa |
| Minister i Cabinet Office Paymaster General |      | Matthew Hancock                | 11 maj 2015    | 13 juli 2016 | Konservativa |
| Attorney General                            |      | Jeremy Wright                  | 15 juli 2014   | 13 juli 2016 | Konservativa |
| Biträdande arbetsmarknadsminister           |      | Priti Patel                    | 11 maj 2015    | 13 juli 2016 | Konservativa |
| Biträdande utrikesminister                  |      | Baronessan Aneley of St John's | 6 augusti 2014 | 13 juli 2016 | Konservativa |
| Minister utan portfölj                      |      | Robert Halfon                  | 11 maj 2015    | 13 juli 2016 | Konservativa |
| Minister för småföretag                     |      | Anna Soubry                    | 11 maj 2015    | 13 juli 2016 | Konservativa |